# Зноба, Иван Степанович

Памятник Тарасу Шевченко в Хмельницком

Иван Степанович Зноба (12 [25] ноября 1903, Новониколаевка, Екатеринославская губерния — 10 сентября 1990, Киев) — советский художник и скульптор. Член союза художников СССР, основатель Днепропетровского отделения Союза художников Украины. Основатель династии украинских скульпторов: отец и учитель народного художника Украины Валентина Знобы, дед украинского скульптора Николая Знобы.

## Биография
Родился 12 (25) ноября 1903 года в селе Новониколаевка Верхнеднепровского уезда Екатеринославской губернии Российской империи.
В 1935—1941 годах учился в Киевском художественном институте у Макса Гельмана и Л. Шервуда.
Умер 10 сентября 1990 года в Киеве. Похоронен вместе с женой на Байковом кладбище (участок № 33).

## Творческая деятельность
Работал в области станковой и монументальной скульптуры. Автор памятников Тарасу Шевченко в Днепропетровске и Хмельницком, памятника революционеру Ивану Бабушкину в Ленинграде, мемориальной доски Михаилу Ломоносову, установленной на доме циркульного корпуса НаУКМА.

### Произведения
- «Ленин в кресле» (1948);
- портреты Героев Социалистического Труда М. Озёрного (1949), М. Кальмиус (1950), М. Куцой (1952);
- «Шевченко в ссылке» (1958);
- «Украина — освободителям» — памятник советским воинам на советско-чехословацкой границе возле Ужгорода в соавторстве с Валентином Знобой (1970);
- монумент Октябрьской революции в Киеве (1977, в соавторстве; снесён в 1991 году).